# 1 Coríntios 5
1 Coríntios 5 é o quinto capítulo da Primeira Epístola aos Coríntios, de autoria do Apóstolo Paulo, no Novo Testamento da Bíblia.

## Estrutura
A Tradução Brasileira da Bíblia organiza este capítulo da seguinte maneira:
- 1 Coríntios 5:1-8 - O caso do incesto
- 1 Coríntios 5:9-13 - Paulo justifica a sua aspereza